# Aalen
Aalen is een gemeente in de Duitse deelstaat Baden-Württemberg. Het is de Kreisstadt van het Ostalbkreis. De stad is een Große Kreisstadt en telt 68.361 inwoners. De stad ligt 48 kilometer ten noorden van Ulm.

## Indeling van de gemeente

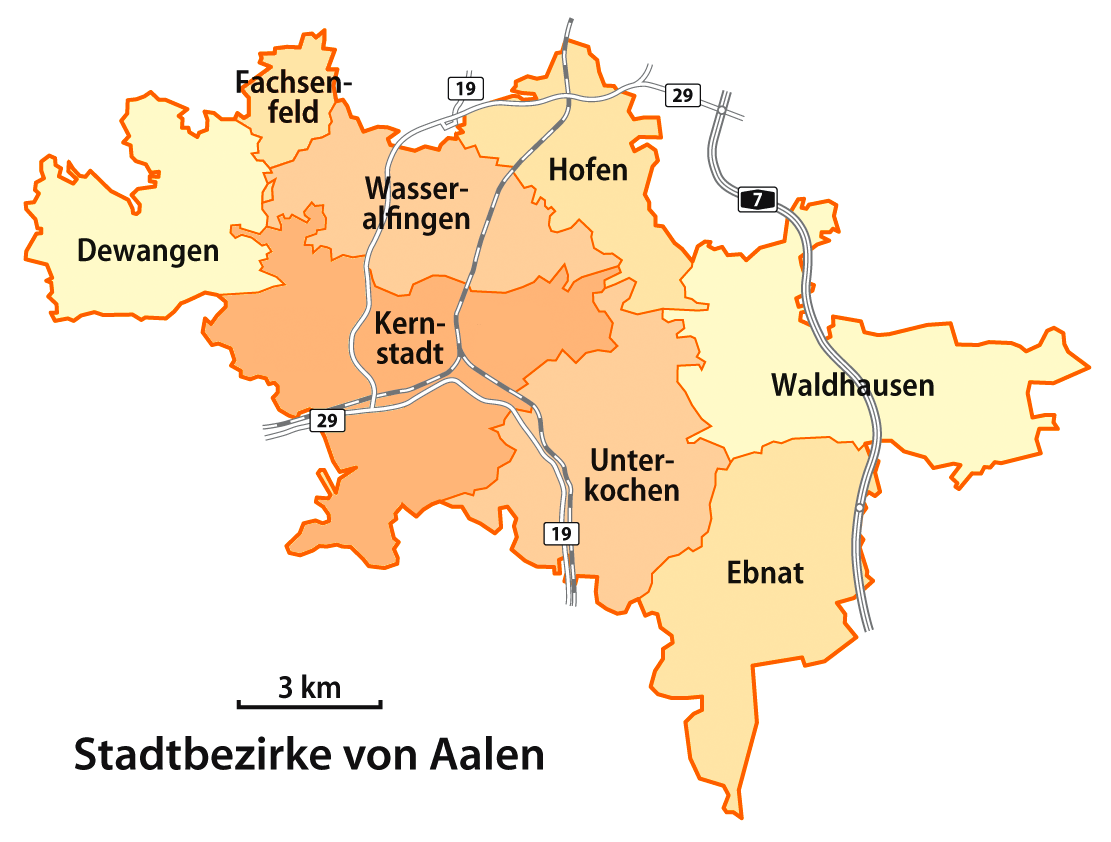
Stadsdistricten en Ortschaften van Aalen

| Ortschaft                    | Oppervl. in km² | Inwoners (31 december 2021) | Dorpen, gehuchten en buurtschappen per Ortschaft |
| ---------------------------- | --------------- | --------------------------- | --- |
| Aalen (Kernstadt)            | 20,858          | 27.009                      | Himmlingen, Hirschhof |
| Dewangen                     | 16,533          | 03.265                      | Aushof, Bernhardsdorf, Bronnenhäusle, Bubenrain, Degenhof, Dreherhof, Faulherrnhof, Freudenhöfle, Gobühl, Großdölzerhof, Haldenhaus, Hüttenhöfe, Kleindölzerhof, Kohlhöfle, Langenhalde, Lusthof, Neuhof, Rauburr, Reichenbach, Riegelhof, Rodamsdörfle, Rotsold, Schafhof, Schultheißenhöfle, Streithöfle, Tannenhof, Trübenreute |
| Ebnat                        | 21,161          | 03.285                      | Affalterwang, Diepertsbuch, Niesitz |
| Fachsenfeld                  | 3,950           | 03.565                      | Bodenbach, Frankeneich, Hangendenbuch, Himmlingsweiler, Mühlhäusle, Sanzenbach, Scherrenmühle, Spitzschafhaus, Steinfurt, Waiblingen |
| Hofen (Aalen)                | 12,583          | 02.000                      | Attenhofen, Fürsitz, Goldshöfe, Heimatsmühle, Kellerhaus, Oberalfingen, Wagenrain |
| Unterkochen                  | 21,444          | 05.121                      | Birkhof, Glashütte (Aalen) , Klause, Neukochen, Neuziegelhütte, Pulvermühle, Stefansweilermühle |
| Unterrombach/ Hofherrnweiler | 9,757           | 09.111                      | Hahnenberg, Hammerstadt, Hofherrnweiler, Lauchhof, Mädle, Mantelhof, Neßlau, Oberrombach, Pompelhof, Rauental, Sandberg, Sauerbachhof, Schwalbenhof, Sofienhof, Vogelsang |
| Waldhausen (Aalen)           | 24,375          | 02.436                      | Arlesberg, Bernlohe, Beuren bij Aalen, Brastelburg, Geiselwang, Hohenberg, Neubau (Aalen), Simmisweiler |
| Wasseralfingen               | 15,965          | 11.806                      | Affalterried, Brausenried, Erzhäusle, Heisenberg, Mäderhof, Onatsfeld, Rötenberg, Röthardt, Treppach, Weidenfeld |

Totale bevolking per 31 december 2021, volgend bovenvermelde bron: 67.623 personen.

## Geografie
Aalen heeft een oppervlakte van 146,48 km² en ligt in het zuidwesten van Duitsland aan de voet van de Zwabische Jura.

## Verkeer
Station Aalen (Aalen Hauptbahnhof) is een regionaal spoorwegknooppunt. Men kan er treinen nemen naar o.a. Stuttgart, Karlsruhe, Donauwörth, München, Heidenheim an der Brenz en Nördlingen. Anno 2022 is aan de westrand van de stad het station Aalen-West in aanbouw. De stadsdelen Unterkochen en Wasseralfingen hebben beide een klein stoptreinstation.
De belangrijkste wegen voor het autoverkeer zijn de noord-zuidverbinding Autobahn A7, en de Bundesstraßen B19 en B29. Deze laatste weg kruist bij afrit 114 de A7.

## Economie

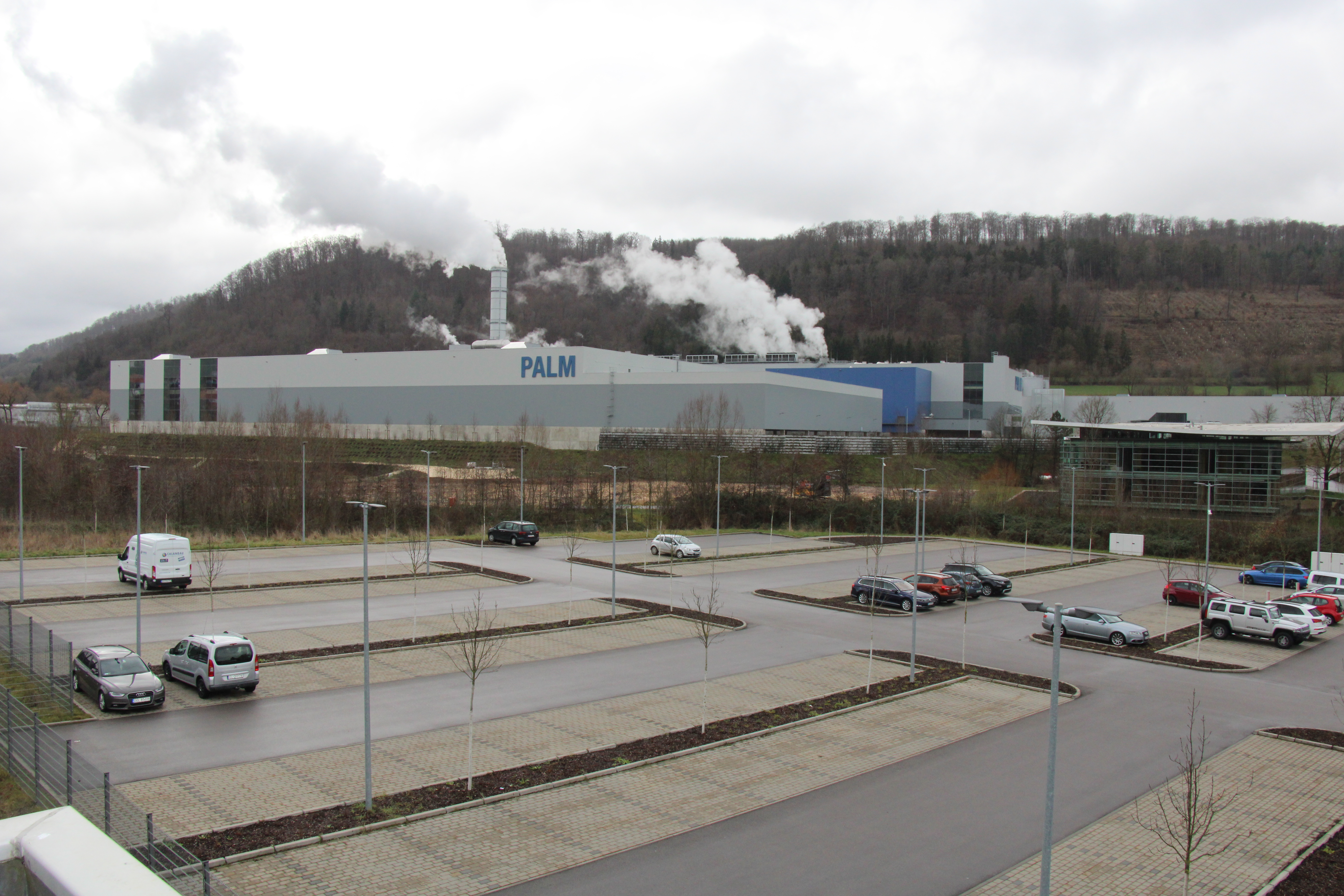
Papierfabriek Palm, Unterkochen

Aalen beschikt over veel vooral middelgrote en kleine ondernemingen op het gebied van industrie, ambacht, logistiek en handel.
Grotere fabrieken in de stad produceren met name allerlei staalwaren en andere metalen producten, veelal halfproducten voor andere bedrijven. Ook van belang zijn enkele papierfabrieken, waaronder het concern Palm te Unterkochen, een filiaal van Carl Zeiss dat optische producten maakt en een textielveredelingsbedrijf.
Binnen de dienstensector moet de belangrijke Hochschule Aalen worden genoemd, met gemiddeld 6.000 studenten. Men kan er economie, informatica en allerlei technische disciplines studeren.

## Historie
De stad Aalen heeft een lange geschiedenis als Duitse rijksstad in het Heilige Roomse Rijk. Rijksstad Aalen bestond van 1360 tot 1803. In 1803 werd de stad opgenomen in het Keurvorstendom Württemberg, dat in 1806 het Koninkrijk Württemberg werd. In de Industriële Revolutie groeide Aalen uit tot een knooppunt voor de Remsbahn, de lijn naar Stuttgart Hauptbahnhof (vanaf 1861), de Brenzbahn, de lijn naar Ulm Hauptbahnhof, (vanaf 1864), en nog enige spoorwegen, die vandaag de dag niet meer worden gebruikt.
Vanaf september 1944, dus in het laatste jaar van het Derde Rijk en de Tweede Wereldoorlog, tot kort voor de bevrijding in april 1945, bestond in Wasseralfingen het concentratiekamp Wiesendorf, een buitenkamp van het concentratiekamp Natzweiler-Struthof in de Elzas, voor 200 à 300 dwangarbeiders in de regionale industrie. In april 1945 werd de stad, vooral de omgeving van het station, diverse malen door geallieerde vliegtuigen gebombardeerd, waarbij veel doden vielen en grote materiële schade ontstond.

## Sport
VfR Aalen is de professionele voetbalclub van Aalen en speelt in de Scholz Arena.

## Partnergemeenten
Officieel begeleid door de Städtepartnerschaftsverein Aalen e. V., die ook regelmatige bijeenkomsten tussen functionarissen uit Aalen en haar partnersteden belegt.
- Saint-Lô (Frankrijk), sedert 1978
- Christchurch (Groot-Brittannië), sedert 1981
- Tatabánya (Hongarije), sedert 1987
- Antakya (Turkije), sedert 1995
- Cervia (Italië), sedert 2011
- Vilankulo (Mozambique), sedert 2018.

Aalen ·
Abtsgmünd ·
Adelmannsfelden ·
Bartholomä ·
Böbingen an der Rems ·
Bopfingen ·
Durlangen ·
Ellenberg ·
Ellwangen ·
Eschach ·
Essingen ·
Göggingen ·
Gschwend ·
Heubach ·
Heuchlingen ·
Hüttlingen ·
Iggingen ·
Jagstzell ·
Kirchheim am Ries ·
Lauchheim ·
Leinzell ·
Lorch ·
Mögglingen ·
Mutlangen ·
Neresheim ·
Neuler ·
Obergröningen ·
Oberkochen ·
Rainau ·
Riesbürg ·
Rosenberg ·
Ruppertshofen ·
Schechingen ·
Schwäbisch Gmünd ·
Spraitbach ·
Stödtlen ·
Täferrot ·
Tannhausen ·
Unterschneidheim ·
Waldstetten ·
Westhausen ·
Wört